# Ісса Домінік Конате
Ісса Домінік Конате (фр. Issa Dominique Konaté) (1953) — економіст, політик Буркіна-Фасо. Міністр закордонних справ Буркіна-Фасо (1991—1992). Радник президента Буркіна-Фасо та третій віце-президента партії Народний рух за прогрес.

## Життєпис
Конате був генеральним секретарем Торгово-промислової палати Буркіна (1980—1986). Секретарем з питань торгівлі та фінансів фронтового населення (1986—1987). Потім членом Національної революційної ради (CNR). В уряді він був міністром малих та середніх компаній (1987—1989). Міністром закордонних справ (1991—1992). Він був членом та засновником Рух за демократію та соціалізм. У 1992 році Конате був обраний членом Асамблеї з провінції Кенедугу. Член Міжнародної торгової палати та інших міжнародних бізнес-організацій, а також найвищий посадовець нафтової компанії Burkina & Shell.